# Muzykoteka
Muzykoteka – ogólnodostępny internetowy muzyczny serwis edukacyjny wydawany przez Narodowy Instytut Audiowizualny. Jego zadaniem jest kształcenie świadomych odbiorców muzyki i aktywnych uczestników kultury oraz podniesienie poziomu powszechnej edukacji muzycznej w Polsce.
Użytkownicy otrzymują nowoczesne narzędzie wspomagające tradycyjną edukację muzyczną, aktywizujące i stymulujące zainteresowanie muzyką. Celem projektu jest dotarcie do jak największej liczby nauczycieli i animatorów kultury i przekazanie im kompetentnego zestawu informacji ze świata muzyki, a także narzędzi, które można wykorzystać podczas lekcji w szkole podstawowej, gimnazjum i szkole ponadgimnazjalnej, ale także w ramach zajęć pozalekcyjnych i dodatkowych.

## Scenariusze lekcyjne
Na stronie Muzykoteki zamieszczane i publikowane są scenariusze lekcji muzyki dostosowane do podstawy programowej dla wszystkich poziomów nauczania, a także liczne niekonwencjonalne propozycje prowadzenia zajęć muzycznych od przedszkola aż do szkoły ponadgimnazjalnej. Cykl Muzyczne Smaki – zestaw ćwiczeń przygotowany przez Barbarę Kingę Majewską – to pomysł na powiązanie nauki słuchania z kulinariami. Z kolei Fraszki na fortepian to zestaw schematycznych ćwiczeń dla rozpoczynających naukę gry na instrumentach klawiszowych.

## Cykle filmowe
Na stronie Muzykoteki dostępna jest baza filmów, które pozwalają lepiej zrozumieć świat filharmonii, pracę kompozytora i muzyków orkiestry symfonicznej. W cyklu filmów Gra miejska w reżyserii dokumentalisty Piotra Stasika uczniowie szkoły podstawowej poznają instrumenty i różne brzmienia, gimnazjaliści szukają harmonii w zgiełku miasta i próbują zdefiniować czym są podstawowe elementy każdego utworu, czyli rytm i melodia, a licealiści wkraczają w świat muzyki najnowszej i poznają współczesnych kompozytorów. Do innych dostępnych na stronie Muzykoteki należą m.in. cykl filmów edukacyjnych do nauki polskich tańców narodowych, reportaż Wszystkie mazurki świata, cykl filmów Szkoła rocka czy opisy instrumentów muzyki tradycyjnej (od suki biłgorajskiej do fideli płockiej.)

## Orkiestrownik[5]
Muzykoteka Szkolna jest współautorem przygotowanej wspólnie z Instytutem Muzyki i Tańca aplikacji mobilnej Orkiestrownik, prezentującej wszystkie instrumenty orkiestry symfonicznej – od skrzypiec aż po kotły czy werbel, która pokazuje sposób pracy orkiestry w rytmie słynnego Bolera Maurice’a Ravela.